# Contus

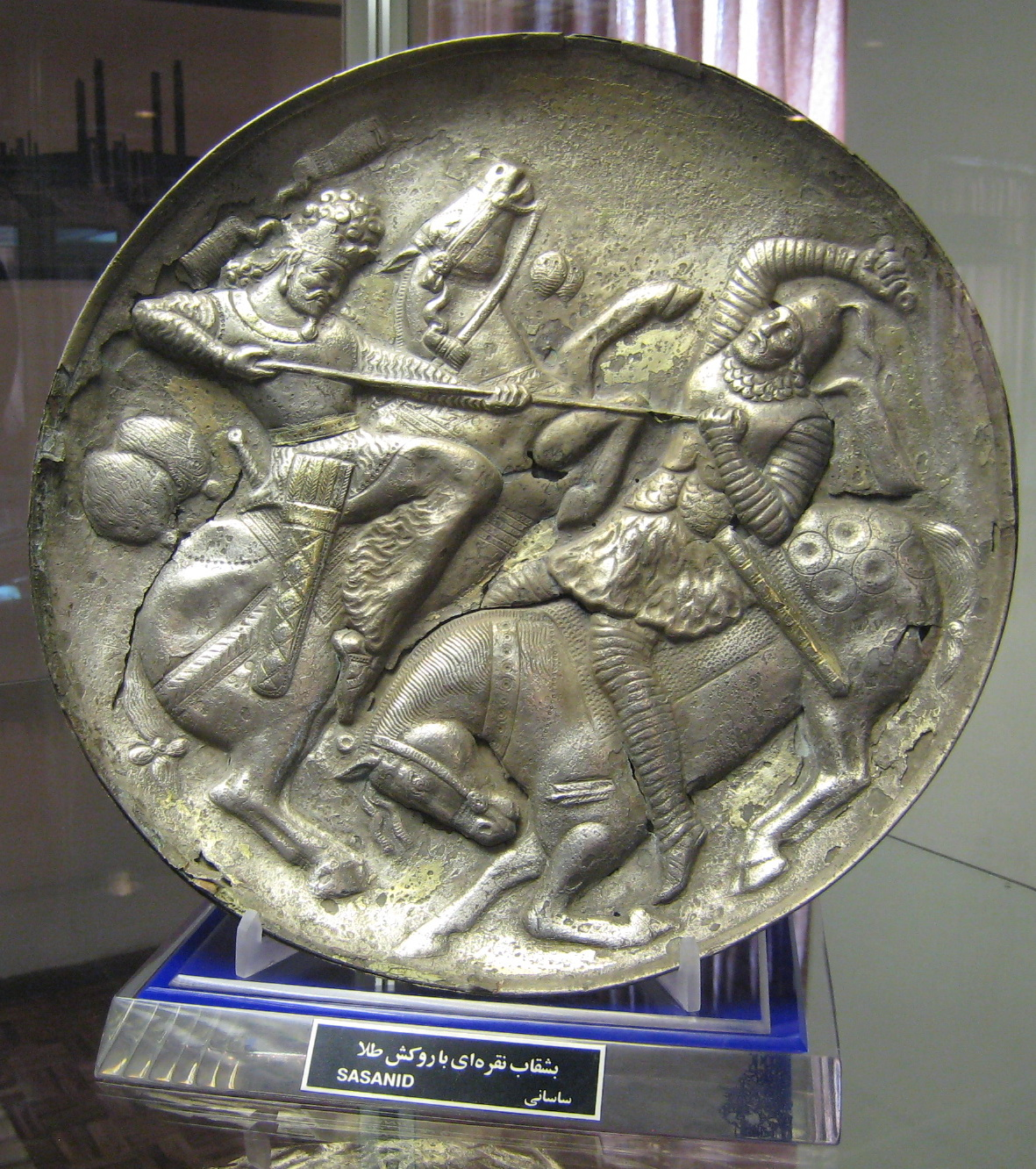
Silberplatten-Relief aus der Sassaniden-Ära zeigt eine Contus im Einsatz

Contus oder präziser Contus sarmaticus ist die lateinische und Kontos (κοντός) die griechische Bezeichnung für eine extrem lange Lanzenart, die von römischen und byzantinischen Kavalleristen verwendet wurde. Contus-Lanzen waren zwischen drei und fünf Meter lang und wurden zu Pferde im Kampf beidhändig geführt.
Die Contus-Lanze war eine Erfindung der iranischen Sarmaten und Parther und wurde in der Spätantike zusammen mit dem Prinzip des Kataphraktes von den Römern (und späteren Byzantinern) übernommen, die extensiv von dieser Lanzenart Gebrauch machten. Contustragende Reiter wurden als Contarii (bzw. griech. Kontophoroi) bezeichnet.
Die Parthische Kontos war 3,7 m lang. Die Klinge war aus Eisen, 23,2–37,5 cm.
Die ersten speziellen Römischen Einheiten von Contarii tauchten in trajanischer Zeit gegen 100 n. Chr. auf. Bei den Contarii kann es sich sowohl um schwer gepanzerte Cataphracti, Clibanarii als auch um leicht gepanzerte Reiter handeln.
Das typische Bild eines (leicht gepanzerten) Contarius zeigen die Darstellungen des Heiligen Georg, der meist in römischer Uniform zu Pferde mit einer langen Contus-Lanze beidhändig einen Drachen erstechend gezeigt wird.